# Chondrina maginensis
Chondrina maginensis is een slakkensoort uit de familie van de Chondrinidae. De wetenschappelijke naam van de soort is voor het eerst geldig gepubliceerd in 1998 door Arrébola & Gómez.